# Alcoentre
Alcoentre és una freguesia portuguesa del municipi d'Azambuja, amb 47,05 km² d'àrea i 3.448 habitants (al cens del 2011). La densitat poblacional n'és de 73,3 hab/km².
Fou vila i seu de municipi entre 1174 i mitjan segle xix. Era constituïda només per una freguesia i tenia, al 1801, 1.054 habitants. Després del 1834, li afegiren les freguesies d'Alguber, Cercal, Figueiros i Manique do Intendente. Tenia, el 1849, 3.600 habitants.

## Població
| Població d'Alcoentre | Població d'Alcoentre | Població d'Alcoentre | Població d'Alcoentre | Població d'Alcoentre | Població d'Alcoentre | Població d'Alcoentre | Població d'Alcoentre | Població d'Alcoentre | Població d'Alcoentre | Població d'Alcoentre | Població d'Alcoentre | Població d'Alcoentre | Població d'Alcoentre | Població d'Alcoentre |
| -------------------- | -------------------- | -------------------- | -------------------- | -------------------- | -------------------- | -------------------- | -------------------- | -------------------- | -------------------- | -------------------- | -------------------- | -------------------- | -------------------- | -------------------- |
| 1864                 | 1878                 | 1890                 | 1900                 | 1911                 | 1920                 | 1930                 | 1940                 | 1950                 | 1960                 | 1970                 | 1981                 | 1991                 | 2001                 | 2011                 |
| 1 305                | 1 601                | 1 687                | 1 882                | 2 062                | 2 282                | 2 385                | 2 714                | 3 643                | 3 740                | 2 710                | 3 306                | 2 788                | 3 534                | 3 448                |

## Administració
Alcoentre és administrada per una junta de <i>freguesia</i>, dirigida per Francisco António Galvão Morgado, elegida al de 2017, pertanyent al Partit Socialista. Hi ha una assemblea de <i>freguesia</i>, que és l'òrgan deliberatiu, constituïda per 9 membres.
El partit més representat en l'Assemblea de Freguesia és el PS, amb 7 membres (majoria absoluta), seguida de la coalició PSD/CDs-PP/MPT/PPM amb 1, i del PCP-PEV amb 1.
| Òrgan                  | PS | PSD/CDs-PP/MPT/PPM | PCP-PEV |
| Assemblea de Freguesia | 7  | 1                  | 1       |
| Junta de Freguesia     | 3  | 0                  | 0       |

## Llogarets pertanyents a la freguesia
- Tagarro
- Casais das Boiças
- Quebradas
- Espinheira

## Patrimoni
- Escola Primària "Almeida Grandella" a Tagarro;
- Església de S. Pedro, reconstrucció del 1560, a Tagarro;
- Quinta de Tagarro, segle xviii, a Tagarro;
- Palau de Pina Manique;
- Edifici de l'antiga seu del municipi i presó;
- Pont romà.